# Валстег
Валстег (нід. Valsteeg) — селище в нідерландській провінції Дренте. Входить до муніципалітету Куворден.
Перша згадка про населений пункт датується 1650 роком.